# Calvos (Póvoa de Lanhoso)
Pour les articles homonymes, voir Calvos.
Calvos est une paroisse portugaise de la municipalité de Póvoa de Lanhoso, lui-même situé dans le district de Braga.
Elle a une superficie de 4,48 km² et compte 483 habitants en 2011.

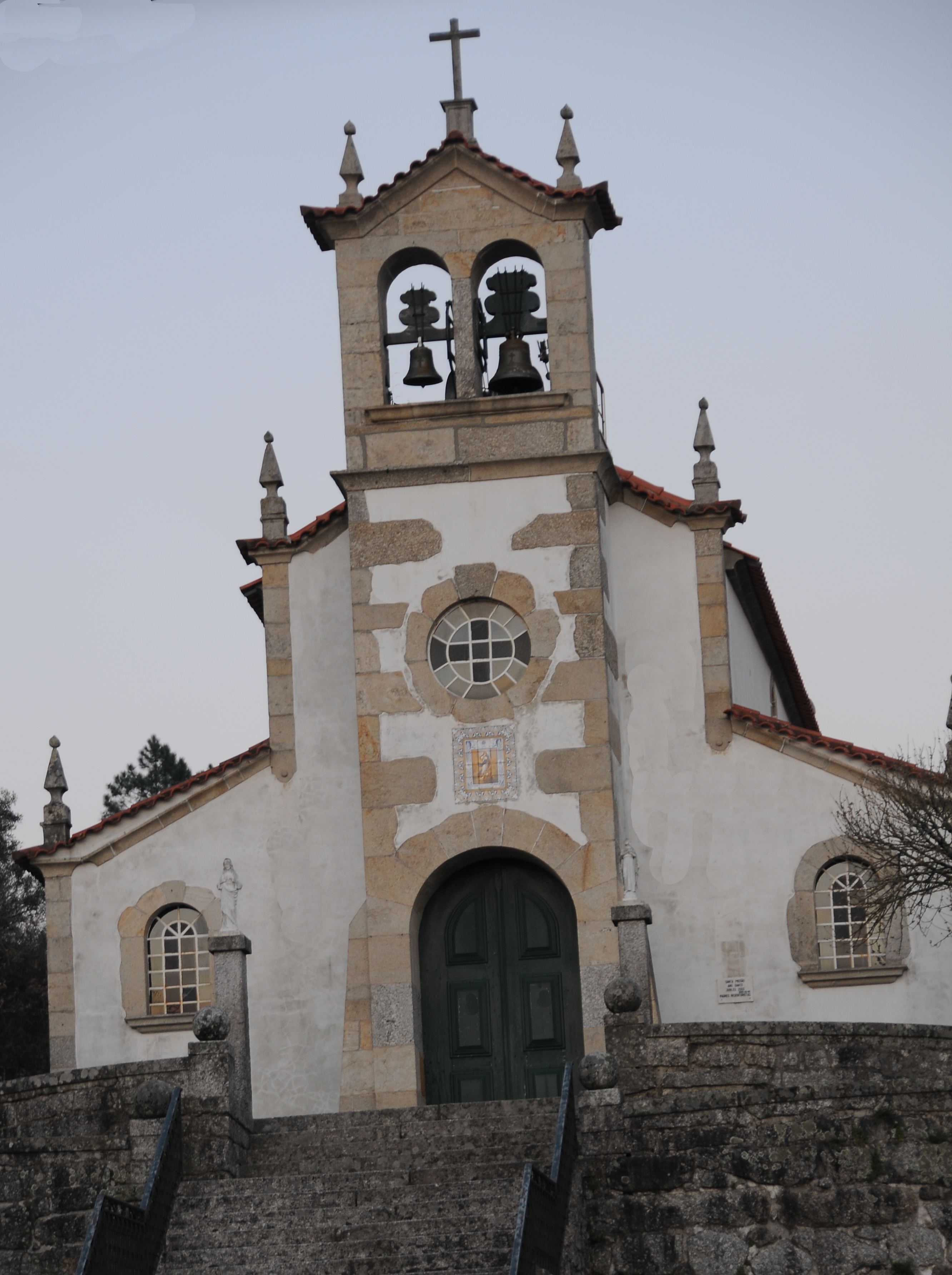
L'église de Calvos.

À Calvos, on trouve un chêne pédonculé, nommé le chêne de Calvos, il est remarquable pour sa taille et son âge.